# 咸宁专区
咸宁专区，中华人民共和国湖北省已撤销的专区，在今湖北省东部。

## 历史
1965年8月成立咸宁专区，辖咸宁、嘉鱼、蒲圻、通山、通城、崇阳、阳新、鄂城、武昌9县。
1970年咸宁专区改称咸宁地区。
1975年和1979年，武昌、鄂城县分别划属武汉市、黄冈地区。
1983年8月撤销咸宁县，设立咸宁市（县级）。
1986年6月撤销蒲圻县，设立蒲圻市（县级）。
1997年阳新县划属黄石市。
1998年10月蒲圻市更名为赤壁市。
1998年12月经国务院批准，撤销咸宁地区，设立地级咸宁市，同时撤销原县级咸宁市，设立咸安区。